# ۴۶۷ (میلادی)
۴۶۷ (میلادی) چهارصد و شصت و هفتمین سال تقویم میلادی است.

## درگذشتگان
‎